# Lycksele

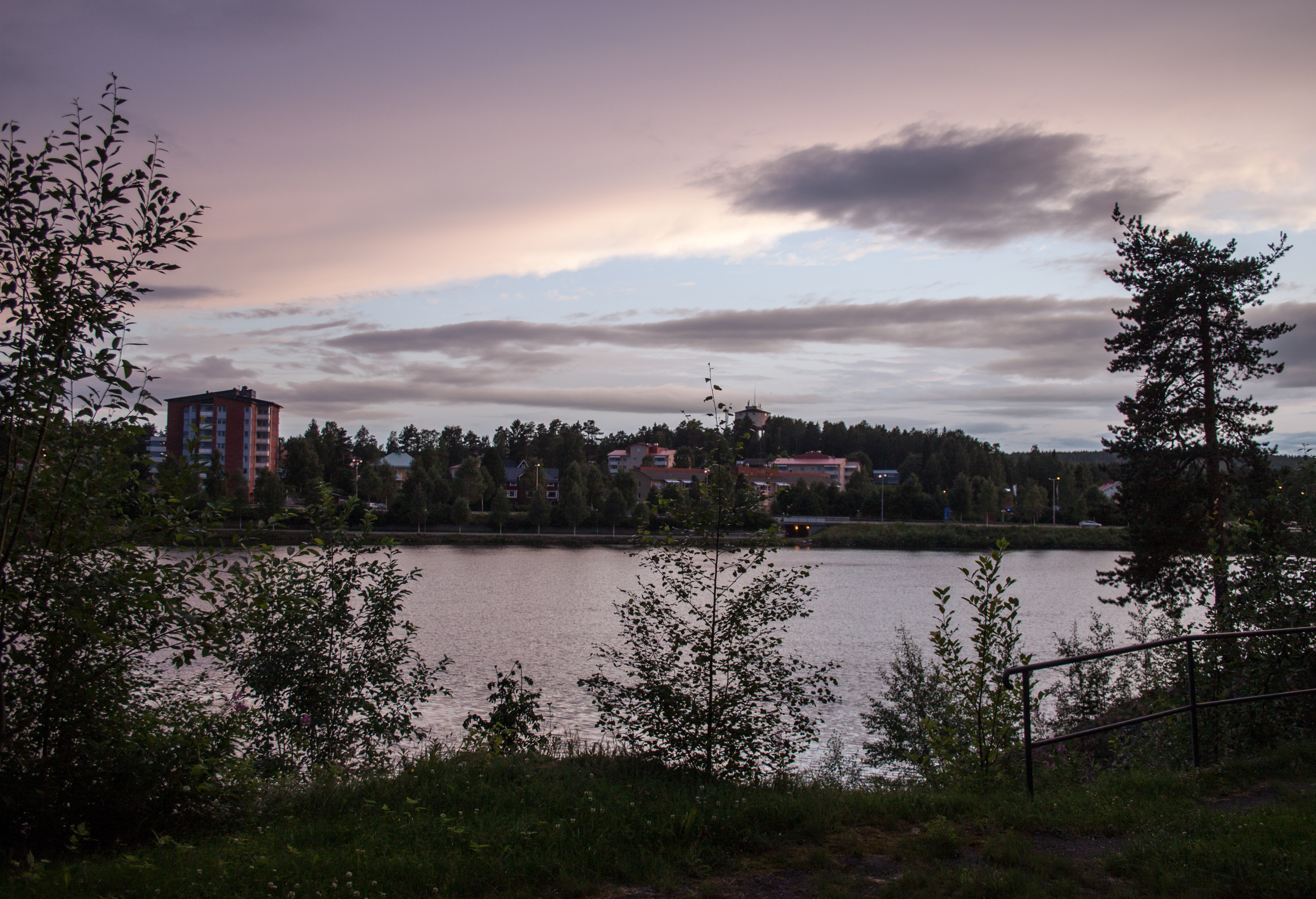
Lyckselei látkép nyári éjjel 11-kor

Lycksele (déli számi nyelven Liksjoe, umei számi nyelven Likssjuo) lappföldi település Svédországban, Lycksele község központja Västerbotten megyében, az Ume-folyó és az E12-es út mentén. Tartományi jelentőségű vasútvonala, repülőtere is van.

## Története
Az 1600-as évekig Lappföldnek ezen a déli részén nem volt állandó település. A arrafelé élő nomád erdei lappok rénszarvast tenyésztettek az erdőségekben. A svéd állam fokozatosan igyekezett kiterjeszteni befolyását erre területre, támogatta a svédek bevándorlását és állandó települések létrehozását, amelyek piacként szolgálhattak és templomoknak is otthont adhattak, illetve itt szedhettek adókat.

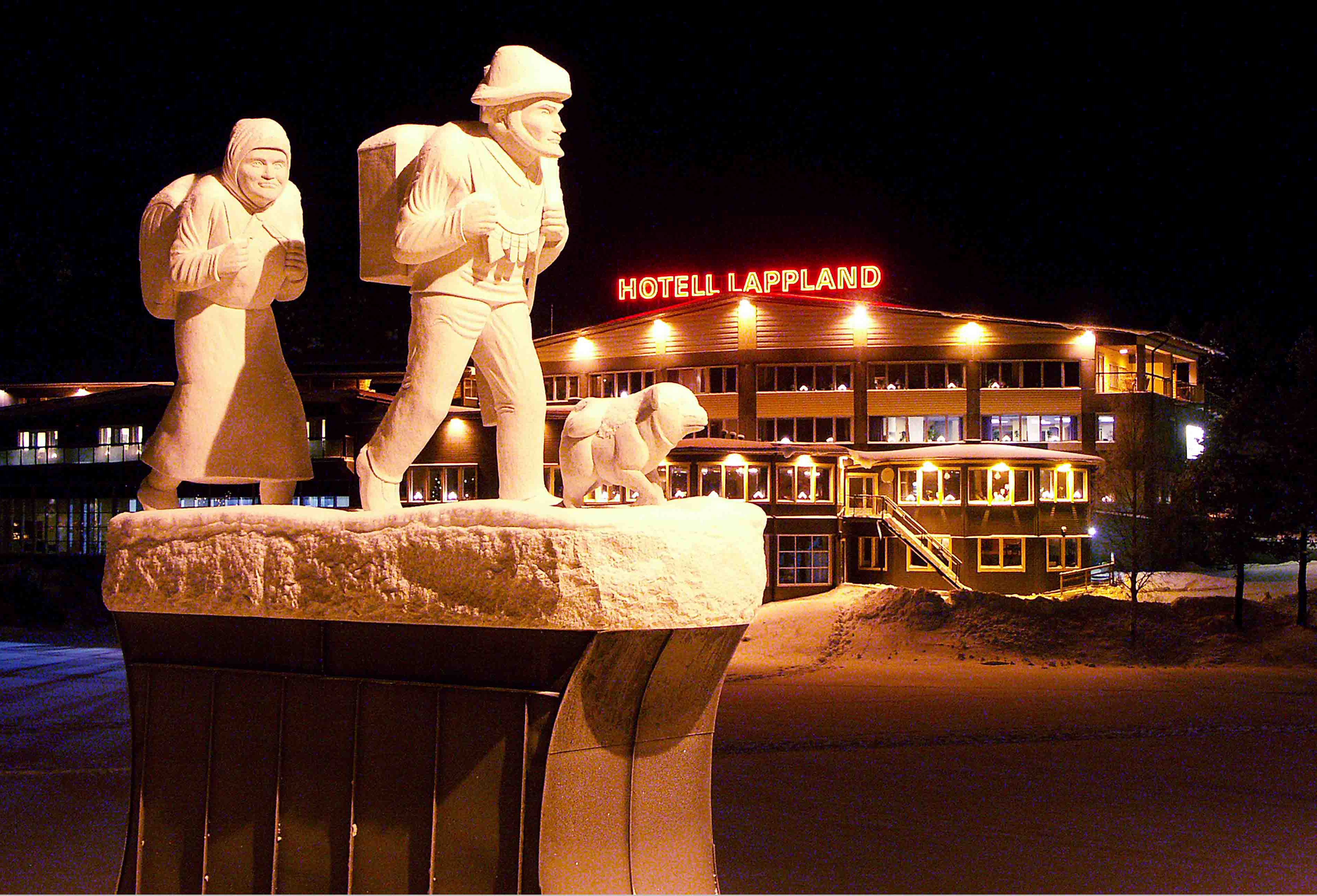
A bevádorlóknak emléket állító szobor Lyckselében

Az Ume-folyó egyik erre alkalmas kanyarulatában jött létre egy hasonló település, amit 1607-ben nyilvánított Lappföld hivatalos egyházi és vásárhelyévé IX. Károly svéd király A város ezért 2007-ben ünnepelte fennállásának 400. évfordulóját.
A lakosság növekedésével a település eredeti helye szűknek bizonyult ezért az 1800-as évek elején új piacteret jelöltek ki és új templomot emeltek kissé távolabb. 
1926-ban Lycksele vásárvárosi rangot kapott, két évvel azután, hogy a vasút elért idáig. Lassan tipikus kisvárossá vált, kórházzal, gimnáziummal, bírósággal. A teljes városi jogokat 1946-ban kapta meg a település, Lappföldön elsőként. A helyiek tréfásan „lapp Stockholmnak”. a Lappföld fővárosának is nevezik.

## Lakosságának alakulása
A település lakossága 1900-ban 900 fő volt. 1960-ra 6500 főre növekedett. A népesség növekedésének csúcspontját az 1990-ben érte el 9310 fővel, ezután kissé csökkent, de valamelyest kisebb mértékben, mint általában az észak-svédországi lakosság.

## Éghajlata
| Hónap | Jan.  | Feb.  | Már.  | Ápr. | Máj. | Jún. | Júl. | Aug. | Szep. | Okt. | Nov. | Dec.  | Év   |
| --- | ----- | ----- | ----- | ---- | ---- | ---- | ---- | ---- | ----- | ---- | ---- | ----- | ---- |
| Átlagos max. hőmérséklet (°C) | −8,0  | −6,0  | 0,0   | 5,0  | 12,0 | 17,0 | 19,0 | 17,0 | 12,0  | 4,0  | −3,0 | −7,0  | 5,2  |
| Átlagos min. hőmérséklet (°C) | −15,0 | −15,0 | −11,0 | −5,0 | 1,0  | 7,0  | 10,0 | 8,0  | 3,0   | −2,0 | −8,0 | −13,0 | −3,3 |
| Átl. csapadékmennyiség (mm) | 31    | 24    | 23    | 22   | 29   | 49   | 71   | 61   | 34    | 34   | 32   | 25    | 435  |
| Forrás: Világmeteorológia (angol nyelven). [2010. szeptember 15-i dátummal az Lycksele eredetiből archiválva]. (Hozzáférés: 2011. február 4.) |       |       |       |      |      |      |      |      |       |      |      |       |      |

## Fordítás
- Ez a szócikk részben vagy egészben a Lycksele című svéd Wikipédia-szócikk ezen változatának fordításán alapul.  Az eredeti cikk szerkesztőit annak laptörténete sorolja fel. Ez a jelzés csupán a megfogalmazás eredetét és a szerzői jogokat jelzi, nem szolgál a cikkben szereplő információk forrásmegjelöléseként.